# 尤希姆·梅德韋傑夫
尤希姆·赫里霍羅維奇·梅德韋傑夫（羅馬化：Yukhym Hryhorovych Medvediev；1886年4月1日—1938年6月7日），蘇維埃乌克兰政要，乌克兰第一位当选的蘇維埃议会主席。梅德韦傑夫曾是多个共产党的成员，但在後來的20世纪30年代初退出政治界。1938年1月，他被国安部門逮捕，并于同年被當局以作爲“反苏恐怖分子”的罪名被定罪和槍決。1957年，梅德韦杰夫在死后获得平反。

## 备注
1. ↑  或按俄语名译为叶菲姆·格里戈里耶維奇·梅德维杰夫[1]。